# Harposporium cylindrosporum
Harposporium cylindrosporum är en svampart som beskrevs av G.L. Barron 1980. Harposporium cylindrosporum ingår i släktet Harposporium och familjen Clavicipitaceae.   Inga underarter finns listade i Catalogue of Life.